# Cantiques bretons
Les cantiques bretons sont des chants sacrés populaires en langue bretonne chantés à l’occasion des messes et pardons en Basse-Bretagne.

## Caractères généraux
« Ces chants sont dits populaires, dans le sens où ils ont été adoptés et chantés par le peuple » et permettaient au peuple d’exprimer sa louange à Dieu en breton pendant les offices religieux quand la langue liturgique de l’Église catholique était le latin. En effet, jusqu’au Concile Vatican II (1962-1965), la messe et les vêpres se disaient ou se chantaient en latin.
Dans l'abondante discographie de cantiques traditionnels bretons (en breton Kantikou), on peut citer les albums de Anne Auffret, Yann-Fañch Kemener, Jean Le Meut, de chorales comme les Kanerien Bro Leon, les Kanerion Pleuigner, les Mouezh Paotred Breizh, la Manécanterie Saint-Joseph de Lannion, la Psalette de Tréguier ou les Chœurs de la Maîtrise de Sainte-Anne d’Auray.
Le Concile Vatican II ayant autorisé la célébration de la messe et des offices en langue vernaculaire, de nouveaux cantiques bretons ont été composés depuis les années 1970, notamment par Visant Seité et Roger Abjean (souvent sur des airs gallois), Job an Irien et Michel Scouarnec. Un certain nombre ont été publiés sous le titre de « Hag e paro an heol » par le Bleun-Brug puis le Minihi Levenez. On peut également citer plus récemment les créations de la chorale Allah's Kanañ.
Certains airs bretons ont eu du succès hors de Bretagne, et ont été utilisés pour accompagner des paroles françaises de cantiques. C’est le cas par exemple du cantique « La nuit qu’il fut livré le Seigneur prit du pain » (C3), dont la mélodie est celle du Lavaromp ar chapeled stouet war an douar ; ou encore des cantiques « Le pain que tu nous donnes » (D83) (Gwerz ar vezventi), « O viens, sagesse éternelle » (E35) (O êlez ar baradoz), « En toi Seigneur mon espérance » (G7) (Me ho salud, korf va Zalver), « Quand je viens vers toi » (G 41) (Karomp Doue da genta), « O Croix dressée sur le monde » (H 30) (Me a laka va fizians), « Jésus qui vit aux cieux » (J10) (Kantik ar baradoz), « Ami que Dieu appelle » (S48) (Patronez dous ar Folgoad), « Vous attendiez la promesse » (E25) et « Bénie sois-tu, sainte Église » (K27) (Rouanez ar arvor), « Seigneur, seul maître du monde » (B24) (Kinnigom oll ar zakrifis), « Seigneur que ta parole » (A51) (inspiré de Pe trouz war an douar), « Vous êtes sans pareille » (V10) (la partition indique Air breton). Le cantique « Seigneur, en ton Église » (D36) a également repris une des deux mélodies de l’angélus breton de Noël (Eun arhel a-berz an Aotrou), qui est également celle de la Gwerz Zant Erwan.
Il y a eu également des compositions nouvelles, aux mélodies modales d’inspiration bretonne comme « Dieu qui nous mets au monde » (C128) et « Si l’espérance t’a fait marcher » (G213) de Didier Rimaud et Michel Scouarnec.
On notera également l’intérêt qu’ont porté aux cantiques bretons les compositeurs Camille Saint-Saëns Trois Rapsodies sur des Cantiques bretons pour orgue (op. 7, 1857) ; (Ire et IIIe orchestrées en 1892), Joseph-Guy Ropartz (Kanaouennou ar Bleun-Brug, Douze cantiques bretons), Paul Ladmirault (Quelques vieux cantiques bretons, 1906), ou Jean Langlais (Noël breton, Suite armoricaine...).

## Histoire

### XVIIesiècle
L’importance culturelle et religieuse des cantiques bretons est indéniable en Basse-Bretagne depuis le milieu du XVIIe siècle en raison du poids de l'église. Plus qu’en d’autres provinces de France, le cantique y a été un moyen privilégié de la pastorale catholique pour catéchiser en profondeur les populations alors massivement rurales et analphabètes. Le précurseur fut dom Michel Le Nobletz (1577-1652) qui prêcha à Morlaix, Landerneau, Le Conquet et surtout à Douarnenez, en illustrant son enseignement par des tableaux de mission ou taolennou et en s’appuyant sur les cantiques. Son disciple le Père Julien Maunoir prendra le relais en publiant en 1642 un recueil de Canticou spirituel. « Les cantiques de Dom Michel et de Julien Maunoir, appris par cœur et chantés, pendant trois cents ans par les Bretons bretonnants, ont été leur Bible ; eux qui, n’étant pas protestants, n’avaient pas de contacts directs avec l’Écriture Sainte. Cependant, les cantiques eux-mêmes comportent bien des allusions scripturaires ».
Les mélodies des cantiques étaient faciles à mémoriser, car elles reprenaient parfois des airs français largement connus — beaucoup d’entre eux portent simplement la mention ton anavezet (air connu) —. Cette proximité avec la musique profane suscita au début des controverses sur leur bien-fondé (le Père Julien Maunoir fut critiqué), de même que la qualité de la langue employée (un breton truffé de gallicismes, ce qui était très apprécié à l’époque, mais que les militants bretons surnommeront plus tard péjorativement le « brezoneg beleg » ou « breton d’Eglise »), jusqu’à l’effort de purification engagé au milieu du XIXe siècle par l’abbé Jean-Guillaume Henry à la suite du Barzaz Breiz de La Villemarqué (ce breton « purifié » mais  élitiste, et surtout incompréhensible au peuple, d’un clergé désormais soucieux de supprimer les emprunts inutiles au français, sera nommé par contraste le « brezoneg gador » ou « breton de chaire » à prêcher) .
Les premiers recueils de cantiques bretons sont étroitement liés aux missions paroissiales et aux retraites spirituelles (misionnou ha retrejou), tout particulièrement dans le diocèse de Vannes qui a vu dès 1663 le jésuite Vincent Huby « inventer » les retraites fermées. Des Canticou spirituel (1642) du Père Maunoir jusqu’aux recueils montfortains du milieu du XXe siècle, un lien étroit unit les cantiques bretons et les missions paroissiales.
Les cantiques furent également à l’honneur dans les catéchismes, les confréries, plus tard les "congrégations" et tiers-ordres. Puis la fin du XIXe siècle et le début du XXe siècle virent se multiplier des cantiques spécifiques à tel ou tel pèlerinage, paroisse ou chapelle, des paroles locales étant adaptées sur quelques mélodies très connues, comme celui de Notre-Dame de Quelven.
Ces cantiques se distinguent également par leur forme dialectale. La langue bretonne comprend en effet quatre dialectes principaux correspondant aux anciens évêchés de Cornouaille, Léon, Tréguier et Vannes. Les trois premiers dialectes ont eu longtemps une écriture commune, qu’on appelle Kerne-Leon-Treger ou KLT, le vannetais étant à part. Les cantiques vannetais se distinguent donc des autres par leur sonorité et leur écriture.
De très nombreux recueils de cantiques ne sont pas signés, et ceux qui le sont mêlent à des nouveautés des reprises de cantiques anciens, sans qu’il soit toujours possible de les distinguer clairement. D’autre part, des traditions parfois légendaires entourent certains cantiques célèbres, comme le Kantik ar Baradoz que la tradition orale attribue à saint Hervé, alors que d’autres sources lui donnent comme auteur le célèbre dom Michel Le Nobletz.

### LesKantikerienles plus connus
Parmi les Kantikerien (compositeurs de cantiques) les plus connus, on relève dans le diocèse de Vannes les noms de Louis Pourchasse (1724-1796), directeur de la Retraite de Vannes (Choes a gannenneu spirituel aveit er retraid, 1792), de Pierre Nourry (1743-1804), recteur de Bignan, de Joachim Guillôme (1797-1857) (Guerzenneu eid escobty Guénèd [Cantiques pour le diocèse de Vannes], 1856), de Pierre Le Mouël (1800-1875), recteur de Saint-Gérand (Cannenneu tonniet er blai 1855), ainsi que du jésuite Pierre Larboulette (1810-1892) (Guerzenneu eid ol er blai [Poèmes pour toute l’année], 1856, nombreuses rééditions).
Dans le diocèse de Saint-Brieuc, le kantiker le plus connu est sans conteste Claude Guitterel (1843-1925), le recteur de Sant-Vek (Saint-Mayeux), auteur du recueil Kantikou Zan-Vek (1890).
Dans celui de Quimper, le nom de Charles Le Bris (1664-1736), « recteur de Cléder », et ses Canticou spirituel var an oll exerciçou eus a ur guir gristen (1698), s’impose au XVIIIe siècle, et ceux de Jean-Guillaume Henry (1803-1880) et de Jean-Marie Guillou (1830-1887) au siècle suivant. Ami de Théodore Hersart de La Villemarqué, l’abbé Henry fut l’auteur du Kanaouennou santel dilennet ha reizet evit eskopti Kemper (1842) et du Kantikou eskopti Kemper choazet ha renket dre ghemenn ann aotrou’n eskop Rene-Nicolas Sergent (1865). Quant à l’abbé Guillou, recteur de Locmaria (Quimper) puis de Penmarc'h, il fut un poète et compositeur fécond. Ses œuvres ont été très populaires, au point qu’il fut surnommé Kantiker bras an eskopti ; et certains de ses cantiques sont toujours chantés, comme ceux du Folgoët (adapté de l’air de Quelven), de Rumengol, de Penhors.

### Débat sur l'origine des mélodies bretonnes
La question des origines des mélodies bretonnes est controversée. Se perd-elle dans la nuit des temps, ou bien faut-il les dater du XVIIe siècle, c’est-à-dire de l’époque des missions bretonnes de dom Michel Le Nobletz et du Père Julien Maunoir ? L’ancienneté des mélodies bretonnes a été soutenue par Louis-Albert Bourgault-Ducoudray (1840-1910), compositeur et musicologue nantais. Dans l’introduction de ses Trente mélodies populaires de la Basse-Bretagne (1885), il affirme que
« Pendant mon voyage [en pays bretonnant], j’acquis ainsi la conviction que la plupart des faits qui nous sont signalés comme caractérisant la musique des anciens, se retrouvent aujourd’hui vivants et palpitants dans le chant populaire […] si l'on se souvient que la présence des mêmes notes et des mêmes rythmes se retrouve non pas seulement en Grèce et en Bretagne mais dans le pays de Galles, en Écosse, en Irlande, en Suède, et jusque dans le cœur de la Russie […] Il paraît aujourd’hui démontré que des caractères identiques se retrouvent dans la musique primitive de tous les peuples qui composent le groupe indo-européen. Si les Bretons ont eu la faculté créatrice au Moyen Âge, comme nous le prouvent l'immense renommée des lais bretons au XIIe siècle, s’ils l’ont encore aujourd’hui, comme l'atteste leur musique populaire, c’est qu’ils la possédaient de toute antiquité. C’est qu’avant l’importation du chant liturgique, ils étaient en possession d’un système musical. Et il faut que ce système musical indigène ait été identique à celui du plain-chant importé par le catholicisme, puisqu’on n’observe aucune différence entre les modes du plain-chant et ceux de la musique populaire bretonne. On comprend alors que dans les veillées les Bretons se laissent à entonner des chants d’église, car qui sait s’ils ne retrouvent pas dans les chants d’église les chants les plus anciens de leur race ? »

Cette position a été contestée par l’abbé Joseph Le Marrec (1896-1986), professeur de musique et de chant au petit séminaire de Pont-Croix puis au grand séminaire de Quimper et organiste de la cathédrale Saint-Corentin. Dans la préface de la deuxième édition (1945) de son Livre d’accompagnement des cantiques bretons du diocèse de Quimper et de Léon, il écrivait : 
« On a voulu voir, dans la tonalité de nos cantiques bretons, une survivance de l’ancienne musique celtique, voire de la musique grecque. Pourquoi ne pas y discerner plutôt l’influence du plain-chant, en usage dans nos églises bretonnes bien avant la composition des cantiques ? C’est incontestablement au plain-chant que certains airs doivent et leurs modes diatoniques et leur aversion de la sensible. Il est cependant à noter que, vers le dix-huitième siècle, sous l’influence de la musique moderne, cette sensible réussit à s’y introduire, comme en témoignent les recueils notés de M. Herry et Guillou. Depuis une cinquantaine d’années, on a fort heureusement abandonné cette pratique détestable. »

### LesKantikou, expression de l’âme bretonne?
On peut se demander pourquoi les cantiques bretons ont eu autant de succès en Basse-Bretagne. Dans son ouvrage Kanennoù ar feiz, Les chants de la foi, Fañch Morvannou propose l'explication suivante : 
« Tout comme les chants profanes que sont les gwerziou (complaintes et récits dramatiques) et les soniou (chants d’amour et de fête), les cantiques bretons sont particulièrement bien accordés à l’âme bretonne […] peut-être parce que [le Breton] est avant tout un grand affectif tourmenté par la hantise de l’absolu. […] Il ne trouve l’apaisement que du côté de Dieu, quand il le connait et quand il se rend compte qu’il en est aimé. Comme tout être humain, le Breton, s’il se sait chéri de Dieu, devient le plus heureux des hommes. Les cantiques bretons, surtout les plus traditionnels, non seulement ont longtemps traduit la foi des Bretons, mais ils demeurent le vrai miroir de leur âme, par ce qu’ils contiennent de tendresse, de mélancolie, de violence aussi. Certains appels à se détourner du péché, à contempler Jésus dans sa Passion, certaines descriptions des peines de l’enfer sont hautement pathétiques et montrent bien que le salut éternel demeure un enjeu redoutable et qui ne va pas du tout de soi. Cependant, l’Espérance demeure la plus forte, le « Cantique du Paradis » décrit le ciel archi-peuplé : Tud salvet a bed bro A welin c’hoaz eno, « Je verrai encore là-haut des gens sauvés de tout pays » ; bugale diviner, « des enfants sans nombre ». La prière permanente des Bretons à sainte Anne est que tous les hommes soient sauvés : Groeit ma vemb ol salvet, « Faites que nous soyons tous sauvés ». »
Sans doute ce souci du Salut était-il la préoccupation majeure de l’homme du XVIIe siècle, mais il faut reconnaître qu’il semble être resté plus longtemps présent dans la vie spirituelle et les manifestations extérieures de la foi chrétienne en Bretagne qu’ailleurs en France.

## Aujourd’hui
Les cantiques bretons ont été chantés jusqu’à la Révolution française dans tous les évêchés de langue bretonne. Ceux de Cornouaille, Léon, Tréguier, étaient totalement bretonnant ; celui de Vannes l’était au deux-tiers, celui de Saint-Brieuc dans sa partie nord-ouest (le Goëlo), celui de Nantes dans la presqu’ile de Guérande, et celui de Dol dans ses paroisses enclavées en pays bretonnant.
De nos jours, trois diocèses ont des recueils de cantiques bretons, Quimper, Saint-Brieuc et Vannes.
- Quimper :
  - Cantiques bretons, 50 cantiques bretons traditionnels, Morlaix, Éditions liturgiques de la chorale Saint-Mathieu, nombreuses rééditions.
  - Cantiques bretons du diocèse de Quimper et de Léon. Livre d’accompagnements, par Joseph Le Marrec, plus de 200 mélodies harmonisées (1943), 7e éd. 1996, Morlaix, Éditions liturgiques de la chorale Saint-Mathieu[24].
  - Kantikou Brezoneg a-viskoaz hag a-vremañ / Cantiques Bretons de toujours et d’aujourd’hui (contient l’ordinaire de la messe et 221 cantiques bretons avec leur traduction en français, mais sans notation), Minihi Levenez, 2002[25].
  - Musikou Kantikou Brezoneg a-viskoaz hag a-vremañ. Recueil de partitions de Cantiques bretons de toujours et d'aujourd'hui, Minihi Levenez, 2011[26].
- Saint-Brieuc :
  - Kantikou brezonek Eskopti Zan-Briek ha Landreger, 1924 (en notes carrées) [27]
  - Kantigou Brezonek Eskopti Sant-Brieg ha Landreger gant an toniou war gan, Saint-Brieuc, éd. Prud'homme, 1934[28]. Texte relu par Fransez Vallée.
  - Kantikou Brezhonek, Kergrist-Moëlou, éditions An Tour-Tan, 1983[29].
- Vannes :
  - Gloér de Zoué, Sainte-Anne d’Auray, association Santéz Anna Gwened, 1994[30].
  - Gloér de Zoué. Livre des mélodies, Sainte-Anne d’Auray, association Santéz Anna Gwened, sd[31].
  - Gloér de Zoué. Livre des mélodies. Traduction en Français, Sainte-Anne d’Auray, association Santéz Anna Gwened, 1998[32].

Ces recueils notés ne répertorient pas tous les cantiques, certains ayant une mélodie propre qui ne s’entend que dans un seul lieu et le jour du pardon seulement, et figurent donc sur des feuilles volantes.
Certains cantiques traditionnels ont été écartés ou révisés au cours du XXe siècle. Dans le recueil Kantikou Brezonek Eskopti Kemper ha Leon qu'il avait publié en 1942, l'abbé Per-Yann Nedeleg avait ainsi opéré une sélection parmi les vieux cantiques bretons chantés dans les paroisses, et modernisé l’orthographe ou révisé les paroles là où on trouvait parfois des mots d’origine française,.
- La radio RCF-Finistère diffuse chaque semaine une émission consacrée aux cantiques bretons, « Musikou santel or bro » [musique sacrée de notre pays (de Bretagne)], qu’il est également possible d’écouter en podcast sur le site de cette radio[36].
- Mgr Clément Guillon, évêque de Quimper et de Léon, avait publié le 11 avril 2004 un texte officiel encourageant l'usage des cantiques bretons dans son diocèse, et demandant d'« introduire dans chaque assemblée [eucharistique], au minimum, une mélodie bretonne, accompagnée ou non d’un cantique breton »[37].

#### Anciens recueils (liste non exhaustive)
- Jean-Guillaume Henry (Yann-Wilhou Herri), Kanaouennou santel dilennet ha reizet evit eskopti Kemper,  Saint-Brieuc, L. Prud’homme, 1842,
- Jean-Guillaume Henry, Kantikou Kemper ha Leon, choazet ha renket dre ghemenn an Aotrou ’n Eskop Sergent, Quimperlé, Th. Clairet, 1865, 349-(72)-(20) p.
- Kantikou brezounek Eskopti Kemper ha Leon renket a nevez dre urz ann Aotrou ’nn Eskop Nouvel, Kemper, A. de Kerangal, 1880, 139 p., rééditions 1901 et 1908.
- Kantikou brezonek Eskopti Zan-Briek ha Landreger heb an toniou, Saint-Brieuc, éd. Prud'homme, 1904, 231 p.
- Livr kannenneu get an tonnieu : eskopti Guéned, Guéned [Vannes], Mollereh [impr.] Galles, 1923, VI-192-IV p.
- Kantikou evit ar misionou hag ar retrejou : tennet euz Kantikou Brezonek eskopti Zan-Briek ha Landreger, Saint-Brieuc, éd. Prud'homme, 1930, 47 p.
- Pedennou ha kantikou : Kerné-Guéned, eilvet moulerez [2e éd.], An Oriant [Lorient], Moulerez Ar Bayon-Roger, 1931, 179-IV-49 p.
- Une gerbe de cantiques bretons composés par l'abbé Jean Guillou, recteur de Penmarc'h (1830-1887), éd. par le chanoine Henri Pérennès, Rennes-Paris, impr. Oberthur, sd, 46 p.
- Kantikou Brezonek Eskopti Kemper ha Leon [collectés par l'abbé Per-Yann Nedeleg], Brest, Moulerez ru ar C’hastel [imprimerie rue du Château], 1942, 207 p. – Kantikou Brezonek Eskopti Kemper ha Leon. 1946 (2e édition avec musique notée), Kemper, Guivarc’h–Le Goaziou, 1946, 232 p. – Kantikou brezonek eskopti Kemper ha Leon, skeudennou gand Xavier de Langlais (3e édition illustrée par Xavier de Langlais),  Kemper, Ti moulerez Kerne [impr. Cornouaillaise], 1949, 237  p.
- Kantikou brezonek eskopti Kemper ha Leon (sélection de cantiques du précédent ouvrage), Kemper, Ti-Moulerez Bro-Gerne, 7 ru an Dudchentil [impr. Cornouaillaise, 7 rue des Gentilshommes], 1946, 78  p.